# Nick Murphy (cantante)
Nicholas James Murphy, detto Nick, noto anche con lo pseudonimo di Chet Faker (Melbourne, 23 giugno 1988), è un musicista e cantante australiano, di musica elettronica.

## Carriera
Nel 2012 ha firmato un contratto con la Downtown Records negli Stati Uniti e ha pubblicato un EP dal titolo Thinking in Textures. Nel dicembre dello stesso anno ha vinto il premio come "artista rivelazione dell'anno" e quello come "miglior singolo/EP indipendente" nell'ambito degli Australian Independent Records Awards.
Nel gennaio 2013 il disco ha ottenuto il premio come "miglior pubblicazione indipendente" ai Rolling Stone Australia Awards. La sua cover del brano No Diggity dei Blackstreet è stata utilizzata nello spot del Super Bowl della Beck's. Nell'aprile 2014 è stato pubblicato il suo album d'esordio Built on Glass, che ha debuttato al primo posto nella classifica ARIA Charts.
Nell'ottobre 2014, su nove candidature ricevute, vince cinque premi nell'ambito degli ARIA Awards, tra cui quello come "miglior artista maschile". Il 4 dicembre 2015 pubblica, insieme al DJ londinese Marcus Marr, l'EP Work.
Nel 2016 comunica di abbandonare il progetto "Chet Faker". Il 12 settembre dello stesso anno pubblica il singolo Fear Less sotto lo pseudonimo "Nick Murphy". Nel 2017 pubblica l'EP Missing Link.
Nell'ottobre 2020, quattro anni dopo aver abbandonato il soprannome, Murphy ha ripreso il nome Chet Faker per l'uscita di un nuovo singolo, "Low".

## Discografia

### Album studio
- 2014 - Built on Glass
- 2019 - Run Fast Sleep Naked
- 2021 - Hotel Surrender

### EP
- 2012 - Thinking in Textures
- 2013 - Lockjaw EP - con Flume
- 2015 - Work - con Marcus Marr
- 2017 - Missing Link

### Live
- 2014 - iTunes Session

### Singoli
- 2012 - Terms and Conditions
- 2012 - I'm Into You
- 2012 - Love and Feeling
- 2013 - Drop the Game - con Flume
- 2014 - Talk Is Cheap
- 2014 - 1998
- 2014 - Gold
- 2015 - Bend
- 2015 - The Trouble with Us - con Marcus Marr
- 2016 - Fear Less
- 2016 - Stop Me (Stop You)
- 2017 - Medication
- 2018 - (Lover) You Don't Treat Me No Good